# Fréchet-Aure
Fréchet-Aure är en kommun i departementet Hautes-Pyrénées i regionen Occitanien i sydvästra Frankrike. Kommunen ligger i kantonen Arreau som tillhör arrondissementet Bagnères-de-Bigorre. År 2022 hade Fréchet-Aure 16 invånare.

## Befolkningsutveckling
Antalet invånare i kommunen Fréchet-Aure
| Referens: INSEE |